# Jahor Jaskawiec
Jahor Andrejewicz Jaskawiec (biał. Ягор Андрэевіч Яскавец; ur. 1 czerwca 1996) – białoruski zapaśnik walczący w stylu klasycznym. Ósmy w Pucharze Świata w 2017 roku.